# Lemhi County
Lemhi County är ett administrativt område i delstaten Idaho, USA, med 7 936 invånare (2010). Den administrativa huvudorten (county seat) är Salmon. 

## Geografi
Enligt United States Census Bureau så har countyt en total area på 11 835 km². 11 824 km² av den arean är land och 11 km² är vatten.

### Angränsande countyn
- Idaho County, Idaho - väst
- Valley County, Idaho - väst
- Custer County, Idaho - syd
- Butte County, Idaho - syd
- Clark County, Idaho - väst
- Beaverhead County, Montana - nord, nordöst
- Ravalli County, Montana - nord